# 德國外交
德意志聯邦共和國是一個中歐國家，也是歐盟、四國聯盟、G8、G20、經合組織、北約的會員國。德國在海外擁有229個駐外代表機構，並且和196個國家擁有正式邦交關係。作為世界領先的工業化國家之一，德國是歐洲和世界的重要國家。1990年，德意志聯邦共和國和德意志民主共和國實現統一。新統一的德國和波蘭簽署領土條約，承認了德國和波蘭現在的國境線。駐德蘇軍也撤出東德領土。